# Plac Dworcowy w Raciborzu
Plac Dworcowy – plac w centrum Raciborza, znajdujący się u zbiegu ulic Mickiewicza, Kolejowej i Pocztowej. Przy placu mieszczą się trzygwiazdkowy hotel Polonia, budynek poczty oraz stacja kolejowa. W jego południowej części znajduje się ustawiony jako pomnik parowóz typu Tw53, nazwany „Halinką”.

## Opis i ruch uliczny
Plac ma kształt trójkątny. Do północno-zachodniej części, od rogu z ulicą Mickiewicza do rogu z ulicą Pocztową, przylega gmach poczty, który powstawał etapami: część centralną oddano do użytku w 1889 roku, zabudowania od strony ulicy Pocztowej dodano na początku lat 30. XX wieku, a od strony ulicy Mickiewicza w roku 1993. W miejscu budynku poczty mieścił się niegdyś staw. Blok naprzeciwko poczty, również na rogu ulicy Mickiewicza, przeznaczony jest na cele mieszkaniowe. W sąsiadującym budynku, ciągnącym się w stronę ulicy Kolejowej, mieści się powstały w 1850 roku hotel Polonia. Od wschodu ogranicza plac budynek dworca kolejowego. Obecny oddano do użytku w 1979 roku – wcześniej istniał dworzec zbudowany w 1847 roku i znacznie zniszczony w 1945. W południowej części placu ulokowano, w charakterze pomnika, parowóz typu Tw53 nazwany „Halinką”, a na środku placu stoi kiosk.
Na placu Dworcowym znajdował się również dworzec autobusowy. 22 lipca 1964 roku został przeniesiony w rejon ulic Pocztowej i Batorego. Do 1979 roku ruch uliczny na placu dozwolony był w każdym kierunku, ulicą Kolejową, Pocztową i Mickiewicza. Podczas budowy nowego dworca układ ten zmieniono zamykając przejazd ulicą Pocztową. W 2005 roku ponownie otworzono ulicę Pocztową, zamknięto natomiast dla ruchu pojazdów ulicę Mickiewicza na wysokości skrzyżowania z ulicami Drzymały i Podwale. We fragmencie ulicy Mickiewicza biegnącej od placu Dworcowego mieszczą się obecnie parkingi.
10 sierpnia 1923 roku na placu zaczęli gromadzić się pracownicy raciborskich fabryk, dało to początek zamieszkom, które zyskały później miano „krwawego piątku”.

## Budynek poczty

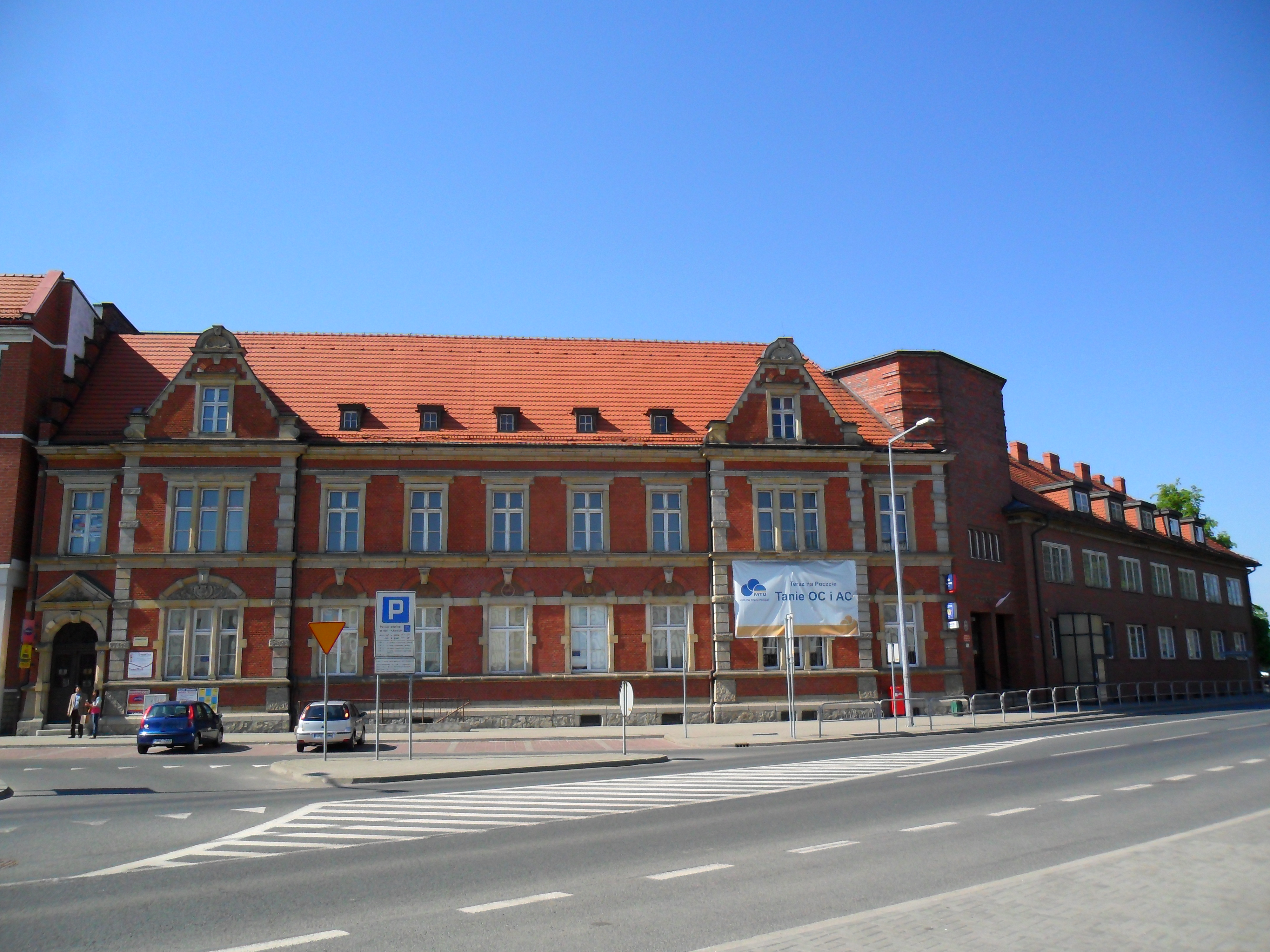
Budynek poczty

W północnej części placu, od rogu z ulicą Mickiewicza do rogu z ulicą Pocztową, mieści się budynek poczty. Najstarsza jest jego centralna część, oddana do użytku 8 grudnia 1889 roku. Działkę pod budowę kupiono ponad 10 lat wcześniej, 16 kwietnia 1879 roku. Dawniej tu mieścił się staw, należący od 1745 roku do rodziny Tlachów, raciborskich rzeźników. Działkę tę wykupił w 1855 roku cukiernik i miejski radny David, a w 1879 roku przejęła ją poczta. Przed wprowadzeniem się do nowego budynku urząd pocztowy najpierw mieścił się w budynku przy ulicy Solnej, a później w hotelu „Polonia”, również na placu Dworcowym.
Na początku lat 30. XX wieku do budynku dobudowano skrzydło od strony ulicy Pocztowej, a w roku 1993 oddano do użytku część na rogu z ulicą Mickiewicza. Ponieważ okazała się zbyt duża na potrzeby poczty, przeznaczono ją na inne cele. W 1997 roku, po powodzi tysiąclecia, która nawiedziła również plac Dworcowy, gmach poczty i jego wnętrze zostało odnowione. Centralną część gmachu, najstarszą, charakteryzują dwa ryzality z trójkątnymi szczytami oraz ozdobne kamienne detale.

## Hotel Polonia
W południowo-zachodniej części placu mieści się trzygwiazdkowy hotel Polonia, powstały w 1850 roku pod nazwą Knittel's Hotel. Przejęty przez państwo po 1945 roku powoli podupadał. W 1997 roku stał się własnością prywatną. Nowy właściciel dokonał gruntownego remontu budynku. Obecnie hotel posiada najwyższy standard w mieście. Oferuje 23 pokoje, restaurację i salę konferencyjną.

## Dworzec kolejowy

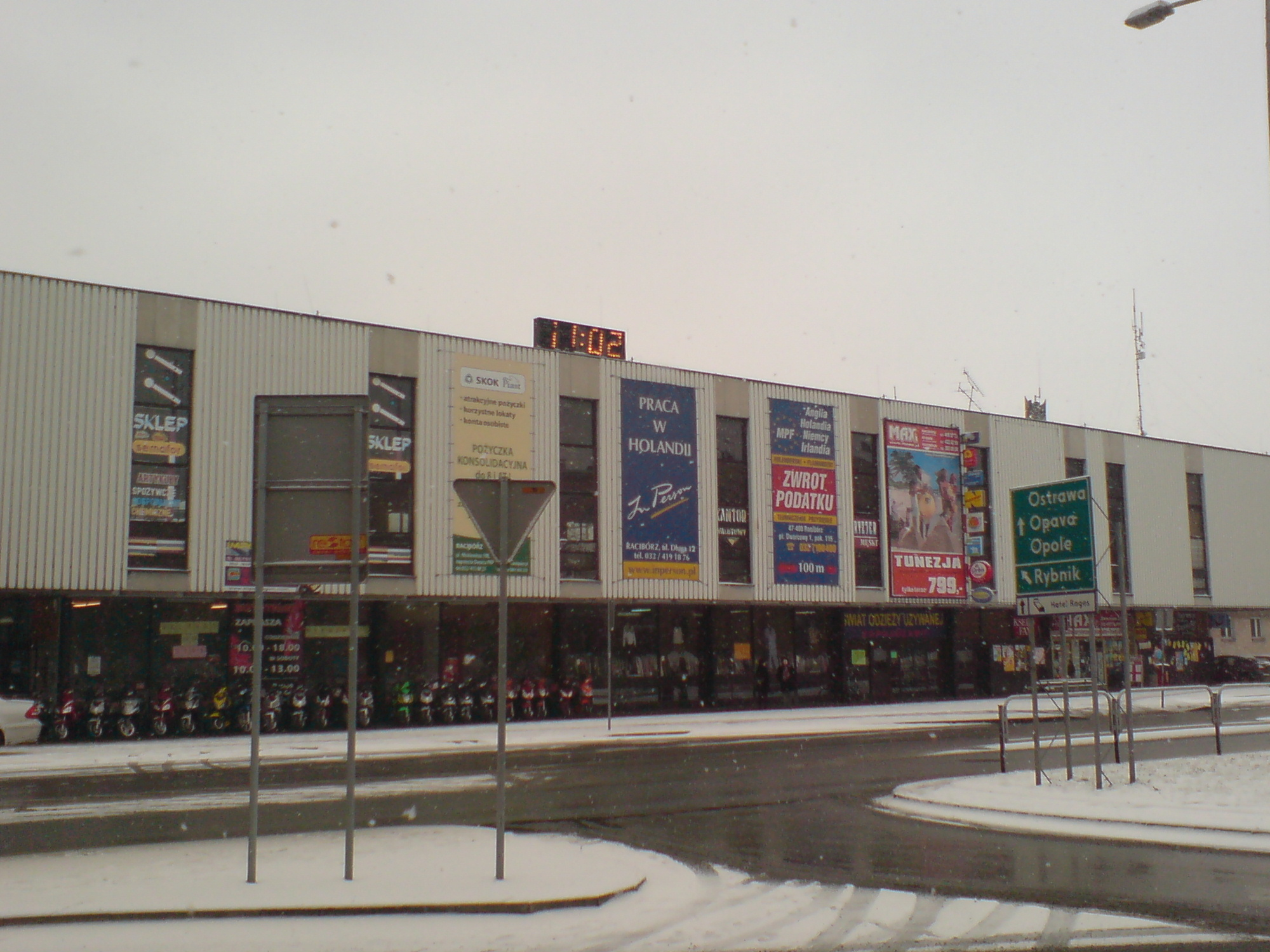
Budynek dworca kolejowego

Po wschodniej stronie placu stoi budynek dworca kolejowego. Pierwszy pociąg dotarł do Raciborza 1846 roku, a pierwotny budynek dworcowy zbudowano dwa lata później. Linia kolejowa biegła z Kędzierzyna i była odcinkiem planowanego połączenia ze stacją w Boguminie, które było brakującym ogniwem dla zrealizowania połączenia kolejowego pomiędzy Berlinem, a Wiedniem. Budowę prowadziło Towarzystwo Kolei Wilhelma. 1 maja 1847 roku odcinek doprowadzono do Chałupek, a 1 września 1848 roku oddano ostatni fragment linii do Bogumina. W latach 1854–56 wybudowano także linię z Raciborza do Głubczyc.
Pierwotnie tory kolejowe chciano poprowadzić po wschodniej stronie Odry. Dworzec byłby usytuowany na Dębiczu, około 4 km od centrum Raciborza. Dzięki staraniom ówczesnego burmistrza miasta, Theodora Schwarza zdecydowano się jednak na droższy wariant budowy odcinka po zachodniej stronie Odry. Wiązało się to z budową dodatkowych dwóch mostów na rzece.
Reprezentacyjny budynek dworca został zniszczony w 1945 roku. Zachowany został jedynie fragment części recepcyjnej. W 1979 roku oddano do użytku obecny budynek dworca o zupełnie innej architekturze. Na placu planowano także budowę estakady dla pieszych prowadzącej na stację, jednak ze względu na wysokie koszty zrezygnowano z tego zamysłu. W 1997 roku dworzec w wyniku powodzi uległ zatopieniu. Od tego czasu nie podjęto się jego modernizacji. Aby to uczynić władze miasta starają się o jego przejęcie z rąk PKP.

## Parowóz „Halinka”
W południowej części placu, jako pomnik stoi egzemplarz parowozu typu Tw53. Powstał w 1955 roku w Fabloku. W 1985 roku trafił na plac Dworcowy. Nadano mu przydomek „Halinka” od imienia Haliny Tarkoty, byłej zastępczyni naczelnika stacji kolejowej w Raciborzu. Dziś jest symbolem raciborskiego kolejnictwa.